# David Cairns (chính khách)
John David Cairns (7 tháng 8 năm 1966 – 9 tháng 5 năm 2011) là một chính khách Đảng Lao động người Scotland, là nghị sĩ Quốc hội (MP) từ năm 2001 cho đến khi qua đời. Ông đại diện cho khu vực bầu cử Inverclyde. Ông là Bộ trưởng Bộ Ngoại giao tại Văn phòng Scotland cho đến khi ông từ chức vào ngày 16 tháng 9 năm 2008. Ông qua đời vì biến chứng viêm tụy cấp vào ngày 9 tháng 5 năm 2011, ở tuổi 44.

## Tuổi thơ
Cairns sinh ra và lớn lên ở Greenock. Ông theo học trường trung học Notre Dame trong thị trấn, trước khi đào tạo cho chức tư tế Công giáo La Mã tại Đại học Giáo hoàng Gregorian ở Rome. Ông tiếp tục học tại Trung tâm quốc tế Franciscan ở Canterbury.
Từ năm 1991, ông phục vụ với tư cách là linh mục ở Scotland và ở Luân Đôn trước khi chính trị lôi kéo ông rời chức tư tế năm 1994 để trở thành giám đốc của Phong trào Xã hội Kitô giáo. Năm 1997, ông trở thành trợ lý nghiên cứu cho Nghị sĩ Lao động mới được bầu, Siobhain McDonagh cho đến khi chính ông trở thành Nghị sĩ vào năm 2001. Năm 1998, ông được bầu làm ủy viên hội đồng tại London Borough of Merton, nơi ông phục vụ cho đến năm 2002. 

## Đời tư và qua đời
Cairns đã công khai đồng tính. Ông được đưa đến bệnh viện vào tháng 3 năm 2011, bị viêm tụy cấp và qua đời vào ngày 9 tháng 5. Ông được sống nhờ bạn đời của mình, Dermot Kehoe.

### Video clips
- Newsnight ngày 7 tháng 7 năm 2007